# Bünyamin Balat
Bünyamin Balat (* 5. Januar 1997 in Hamburg) ist ein deutsch-türkischer Fußballspieler, der bei Adana Demirspor unter Vertrag steht.

## Karriere
Balat begann das Fußballspielen in seiner Heimatstadt beim SV Este 06/70 und durchlief anschließend die Jugendabteilungen mehrerer Hamburger Vereine, bevor er Anfang 2014 in die U17 von Holstein Kiel wechselte. Zur Saison 2016/17 erhielt er einen Vertrag beim Regionalligisten SV Drochtersen/Assel, wo er sich jedoch nicht durchsetzen konnte und nach einem Jahr in die Oberliga Hamburg zum TSV Sasel wechselte. Nach einer sehr erfolgreichen Saison, Sasel wurde als Aufsteiger Tabellensechster und Balat erzielte in 30 Spielen 21 Tore und bereitete 18 vor, verließ er Deutschland, um in das Heimatland seiner Eltern, die Türkei, zu wechseln. Dort schloss er sich dem Istanbuler Traditionsverein und Viertligisten Alibeyköy SK an.
Nach einer Saison bei Alibeyköy ging er zum Ligarivalen Bayrampaşaspor, der ebenfalls in Istanbul beheimatet ist. In seiner zweiten Saison bei Bayrampaşa erreichte er insgesamt 19 Scorer-Punkte, woraufhin er 2021 vom Erstligisten Adana Demirspor unter Vertrag genommen wurde. Bisher kam er für diesen noch nicht zum Einsatz, da er für die Saison 2021/22 an den Zweitligisten Denizlispor und die Saison 2022/23 an den Drittligisten Şanlıurfaspor ausgeliehen wurde. In der Saison 2023/24 folgten weitere Leihen, in der Hinrunde zum Drittligisten Diyarbekirspor sowie in der Rückrunde zum Viertligisten Adana 1954 FK.